# فرودگاه بین‌المللی کوانگ نینح
 فرودگاه بین‌المللی کوانگ نینح (به انگلیسی: Quang Ninh International Airport) (به زبان بومی: Sân bay Quốc tế Quảng Ninh) یک فرودگاه همگانی است که یک باند فرود بتن دارد و طول باند آن ۳۰۰۰ متر است. این فرودگاه در کشور ویتنام قرار دارد .